# Chimie des solutions
La chimie des solutions est la branche de la chimie qui s'intéresse à toutes les réactions en solution. La solution peut être par exemple aqueuse ou organique.

## Étendue du domaine étudié
L'étude des solutions est un très vaste domaine. Pour le cerner, il faut considérer ce qu'on appelle « solution ». La chimie des solutions s'intéresse plus particulièrement aux solutions solides et liquides mais surtout liquides, avec le cas des solutions aqueuses qui a été étudié depuis longtemps.
Dans le cas des solutions liquides, on étudie par exemple :
- les interactions soluté - solvant et le rôle du solvant dans ces interactions ;
- les propriétés physiques de la solution (points de solidification/évaporation) ;
- la solubilité des solutés et leur processus de dissolution ;
- l'électrolyse du solvant et des solutés.

## Réactions en solutions aqueuses
Ces réactions font intervenir un échange de particules dans un couple de donneur / accepteur.
Lorsque les particules échangées sont des électrons, une réaction d'oxydoréduction a lieu. Elle est caractérisée par un potentiel d'oxydoréduction.
|                              | Réaction d'oxydoréduction         |
| ---------------------------- | --------------------------------- |
| Particule échangée           | Électron (e−)                     |
| Donneur                      | Réducteur                         |
| Accepteur                    | Oxydant                           |
| Potentiel d'oxydoréduction E | fonction du potentiel standard E0 |

Lorsque les particules échangées sont des ions ou des molécules, des réactions acido-basiques, de complexation ou de précipitation ont lieu. Elles sont caractérisées par leur concentration ou par leur cologarithme décimal de concentration.
|                                       | Réaction acido-basique                                 | Réaction de complexation | Réaction de précipitation                                             |
| ------------------------------------- | ------------------------------------------------------ | --- | --------------------------------------------------------------------- |
| Particule échangée                    | Proton (H+)                                            | Ligand : ion ou molécule polaire                                                                                                | Ion (anion ou cation)                                                 |
| Donneur                               | Acide                                                  | Donneur de ligand | Précipité                                                             |
| Accepteur                             | Base                                                   | Accepteur de ligand | Ion (cation ou anion)                                                 |
| Cologarithme décimal de concentration | en H+ : pH fonction du pKa avec Ka constante d'acidité | en donneur : fonction du pKf avec Kf constante de formation ou en accepteur : fonction du pKf avec Kf constante de dissociation | en anion ou en cation : fonction du pKs avec Ks produit de solubilité |